# Transact-SQL
Transact-SQL (T-SQL) は、マイクロソフトとSybaseが独自に拡張したSQL言語である。マイクロソフトによる実装は Microsoft SQL Server として出荷されている。Sybase ではこの言語を Sybase SQL Server の後継である Adaptive Server Enterprise で使っている。
SQL を強化するため、次のような機能が追加されている。
- 制御フロー言語
- 局所変数
- グローバル変数
- 文字列処理、データ処理、数値処理のための各種関数。
- DELETE文とUPDATE文の強化

## 制御フロー言語
Transact-SQL の制御フローのためのキーワードとしては、BEGIN と END、BREAK、CONTINUE、GOTO、IF と ELSE、RETURN、WAITFOR、WHILE がある。
IF と ELSE によって条件付実行が可能となる。例えば、日付が週末であれば "weekend" と表示し、そうでなければ "weekday" と表示するといった処理が可能である。
```
IF
 
DATEPART
(
dw
,
 
GETDATE
())
 
=
 
7
 
OR
 
DATEPART
(
dw
,
 
GETDATE
())
 
=
 
1

   
PRINT
 
'It is the weekend.'

ELSE

   
PRINT
 
'It is a weekday.'

```

BEGIN と END は文のブロック化を可能とする。例えば、上記のコードで複数の文を条件付で実行する場合、BEGIN と END を使って次のように書く。
```
IF
 
DATEPART
(
dw
,
 
GETDATE
())
 
=
 
7
 
OR
 
DATEPART
(
dw
,
 
GETDATE
())
 
=
 
1

BEGIN

   
PRINT
 
'It is the weekend.'

   
PRINT
 
'Get some rest!'

END

ELSE

BEGIN

   
PRINT
 
'It is a weekday.'

   
PRINT
 
'Get to work!'

END

```

WAITFOR は、指定された時間だけ待つか、指定された時刻まで待つ。遅延制御に使ったり、指定時刻まで実行をブロックするのに使われる。
RETURN は、ストアドプロシージャや関数から即座に戻るときに使う。
BREAK は WHILE ループからの脱出、CONTINUE はループの次の繰り返しへの飛び越しである。WHILE ループの例は下記にある。

## 局所変数
局所変数は実行中のスクリプト内でのみ使われる。Transact-SQL はユーザー定義の広域変数をサポートしていない。
DECLARE によって変数名と型を指定して変数を宣言する。SET 文で値を代入し、その後の文で変数名を使うことでその値を参照できる。
次のスクリプトは整数の変数を宣言し、値を初期化し、WHILE ループで処理を実行している。
```
DECLARE
 
@Counter
 
INT

SET
 
@Counter
 
=
 
10

WHILE
 
@Counter
 
>
 
0

BEGIN

   
PRINT
 
'The count is '
 
+
 
CONVERT
(
VARCHAR
(
10
),
 
@Counter
)

   
SET
 
@Counter
 
=
 
@Counter
 
-
 
1

END

```

このループ本体は、変数の値を含むメッセージを表示し、その値をデクリメントするものである。
変数の初期化は次のようにもできる。
```
DECLARE
 
@ArticleCount
 
INT

SELECT
 
@ArticleCount
 
=
 
COUNT
(
*
)
 
FROM
 
Articles

INSERT
 
INTO
 
SizeLog
 
(
SampleTime
,
 
ArticleCount
)
 
VALUES
 
(
GETDATE
(),
 
@ArticleCount
)

```

これは、Articles 表の行数を取得し、その値と現在時刻を SizeLog 表の行として挿入するものである。

## グローバル変数
グローバル変数は実行中のスクリプト内での様々なステータスを監視・取得ができる。
Transact-SQLではグローバル変数は主として@@で書き始める。
良く使われるグローバル変数としては以下のものがある。
@@ERROR 直前に実行したクエリのエラー状態を保持
@@ROWCOUNT 直前に実行したクエリの処理数を保持
@@FETCH_STATUS 現在実行中のカーソルのFETCH状態を保持(@@FETCH_STATUS = 0の場合、正常終了)
下記にグローバル変数を利用したエラー処理の例を示す
- クエリ実行時のエラーハンドリング

```
DECLARE
 
@ERROR_STATUS
 
INT

SET
 
@ERROR_STATUS
 
=
 
0

SELECT
 
DATE
 

FROM
 
CALENDAR
 
WITH
 
(
NOLOCK
)

WHERE
 
YEAR
 
=
 
'2007'
 
AND
 
MONTH
 
=
 
'01'
 

--
 
グローバル変数
@@ERRORにて直前のクエリのエラー状況を取得

--
 
0
 
の場合はエラーなし

SET
 
@ERROR_STATUS
 
=
 
@@ERROR

IF
 
@ERROR_STATUS
 
<>
 
0

BEGIN

	
PRINT
 
'ERROR OCCURD'

	
RETURN

END

```

- UPDATE実行時の該当件数が無かった場合のエラーハンドリング

```
DECLARE
 
@ROW_COUNT
 
INT

SET
 
@ROW_COUNT
 
=
 
0

UPDATE
 
CALENDAR

SET
 
DATE
 
=
 
GETDATE
()

WHERE
 
YEAR
 
=
 
'2007'
 
AND
 
MONTH
 
=
 
'01'
 

--
 
グローバル変数
@@ROWCOUNTにて直前のクエリの結果件数を取得

SET
 
@ROW_COUNT
 
=
 
@@ROWCOUNT

IF
 
@ROW_COUNT
 
=
 
0

BEGIN

	
PRINT
 
'NO RECORD UPDATED'

	
RETURN

END

```

## DELETE文とUPDATE文の変更
Transact-SQL では、DELETE文とUPDATE文にFROM節を指定可能となっている。
次の例では、'Idle' フラグの立っている全ての users を削除する。
```
DELETE
 
FROM
 
users
 
as
 
u

	
JOIN
 
user_flags
 
as
 
f

		
ON
 
u
.
id
=
f
.
id

	
WHERE
 
f
.
name
 
=
 
'Idle'

```

## カーソルの実装
Transact-SQL では、CURSORを使用することで、テーブルを逐次処理することが可能である。
次の例では、CURSORを利用し、CALENDARテーブルを条件分けしながら更新する処理である。
```
--
 
カーソルの定義

DECLARE
 

	
CUR_CALENDAR_UPDATE
 

CURSOR
 
FOR
 

	
SELECT
 

		
YEAR
,
 

		
MONTH
,
 

		
DAY

	
FROM
 

		
CALENDAR

--
 
変数宣言
/
初期化

DECLARE
 
@wk_year
 
CHAR
(
4
)

DECLARE
 
@wk_month
 
VARCHAR
(
2
)

DECLARE
 
@wk_day
 
VARCHAR
(
2
)

SET
 
@wk_year
 
=
 
''

SET
 
@wk_month
 
=
 
''

SET
 
@wk_day
 
=
 
''

--
 
カーソルを開く

OPEN
 
CUR_CALENDAR_UPDATE

--
 
カーソルより最初の1行を取得

FETCH
 
NEXT
 
FROM
 

	
CUR_CALENDAR_UPDATE
 

INTO

	
@wk_year
,
 

	
@wk_month
,
 

	
@wk_day

--
 
カーソルで取得した行が終端に達するまで処理を継続する

WHILE
 
@@FETCH_STATUS
 
=
 
0

BEGIN

	

	
--
 
カーソルで取得したYEARが2006より大きい場合は処理を行う

	
IF
 
@wk_year
 
>
 
2006

	
BEGIN

		
UPDATE
 

			
CALENDAR

		
SET

			
DATE
 
=
 
GETDATE
()

		
WHERE

			
YEAR
 
=
 
@wk_year

		
AND
 

			
MONTH
 
=
 
@wk_month

		
AND

			
DAY
 
=
 
@wk_day

	
END

	
--
 
次の1件を取得する

	
FETCH
 
NEXT
 
FROM
 

		
CUR_CALENDAR_UPDATE
 

	
INTO

		
@wk_year
,
 

		
@wk_month
,
 

		
@wk_day

END

--
 
カーソルを閉じる

CLOSE
 
CUR_CALENDAR_UPDATE

--
 
カーソルのメモリを開放

DEALLOCATE
 
CUR_CALENDAR_UPDATE

```

## 批判
Transact-SQL はPL/SQL同様、機能を追加することで SQL 標準との互換性が損なわれているだけでなく、SQLが本来保持すべきモジュール性を破壊していると批判されている。換言すれば、Transact-SQL の追加機能は普通ならプログラミング言語や埋め込みSQLに実装されるべきものである。そのため、制御構造をプログラミング言語でも SQL でも指定可能になってしまい、混乱が生じる。